# Andrija Pavlović
Andrija Pavlović (serbisch-kyrillisch Андрија Павловић; * 16. November 1993 in Belgrad) ist ein serbischer Fußballspieler.

## Karriere

### Verein
Pavlović begann seine Karriere beim FK Policajac. 2008 kam er zum FK Rad Belgrad. Sein Debüt für die Profis von Rad in der SuperLiga gab er im Mai 2011, als er am 30. Spieltag der Saison 2010/11 gegen den FK Javor Ivanjica in der Halbzeitpause für Andrej Mrkela eingewechselt wurde.
Im August 2011 wurde er an den Drittligisten FK Palić verliehen. Zur Saison 2012/13 wurde er für ein halbes Jahr an den FK BASK weiterverliehen, ehe er in der Winterpause jener Saison zu Rad Belgrad zurückkehrte.
Im Januar 2014 wechselte Pavlović zum Ligakonkurrenten FK Čukarički. Sein internationales Debüt für Čukarički gab er in der ersten Runde der Europa-League-Qualifikation 2014/15 gegen die UE Sant Julià, als er in der 77. Minute für Nenad Mirosavljević ins Spiel gebracht wurde. Čukarički scheiterte in der zweiten Runde am SV Grödig. In jener Saison konnte er in 21 Spielen in der SuperLiga einen Treffer erzielen. In der darauffolgenden Saison, die er mit seinem Verein als Dritter beendete, wurde er 36 Mal eingesetzt und schoss dabei 18 Tore, was ihn zum drittbesten Torschützen der Liga machte.
Zur Saison 2016/17 wechselte er nach Dänemark zum FC Kopenhagen, bei dem er einen bis Juni 2021 laufenden Vertrag erhielt. Mit den Dänen konnte er sich auf Anhieb für die Champions League qualifizieren; im Play-off besiegte man APOEL Nikosia. Im Hinspiel erzielte Pavlović den Siegtreffer zum 1:0. Sein Debüt in der Champions League gab er daraufhin im September 2016, als er am zweiten Spieltag gegen den FC Brügge in der 79. Minute Federico Santander ersetzte.
In seiner ersten Saison bei Kopenhagen kam er auf 35 Spiele in der Superliga, in denen er acht Tore erzielen konnte, zudem wurde er vier Mal in der Champions League und drei Mal in der Europa League eingesetzt. Kopenhagen wurde in jener Saison dänischer Meister und Pokalsieger.
Zur Saison 2018/19 wechselte er zum österreichischen Bundesligisten SK Rapid Wien, bei dem er einen bis Juni 2021 laufenden Vertrag erhielt. Zur Saison 2019/20 wurde er nach Zypern an APOEL Nikosia verliehen. Bis zum durch die COVID-19-Pandemie bedingten Saisonabbruch kam er zu 21 Einsätzen in der First Division, in denen er fünf Tore erzielte.
Nach dem Ende der Leihe kehrte er zur Saison 2020/21 zu Rapid zurück, wo er aber keine Rolle spielte. Daher wechselte er im September 2020 ein zweites Mal nach Dänemark, diesmal zum Brøndby IF, bei dem er einen bis Juni 2024 laufenden Vertrag erhielt. Hier blieb Pavlović zwei Jahre, gewann erneut die Meisterschaft, absolvierte 47 Pflichtspiele (7 Tore) und wechselte im August 2022 zurück in seine Heimat zum FK Partizan Belgrad.

### Nationalmannschaft
Pavlović, der 2012 schon für die serbische U-19-Mannschaft gespielt hatte, wurde vier Jahre später erstmals in die A-Nationalmannschaft berufen. Sein Debüt gab er am 25. Mai 2016, als er in einem Testspiel gegen Zypern (2:1) in der Halbzeitpause für Aleksandar Mitrović eingewechselt wurde.

## Erfolge
FK Čukarički
- Serbischer Pokalsieger: 2014/15

FC Kopenhagen
- Dänischer Meister: 2016/17
- Dänischer Pokalsieger: 2016/17

Brøndby IF
- Dänischer Meister: 2021